# Giuseppe Provenzano (1946)
Pour les articles homonymes, voir Provenzano.
Ne doit pas être confondu avec Giuseppe Provenzano.
Giuseppe Provenzano, né à Palerme le 16 décembre 1946, est un homme politique, universitaire et entrepreneur italien.
Professeur de finances d'entreprises à l'Université de Brescia, il a été président de la Région sicilienne de 1996 à 1998 et conseiller régional pour la santé de 2000 à 2001 sous les couleurs de Forza Italia.

## Biographie
Issu d'une famille de propriétaires terriens de la région de Corleone, dont le père, Sebastiano, dit le Cavaliere, aurait été membre du Clan des Corleonesi, il devient professeur d'université de technologie bancaire.
Après avoir milité au Parti socialiste, il adhère à Forza Italia suivant ses amis Francesco Musotto, Enrico La Loggia et Gianfranco Miccichè.
Après le scandale Tangentopoli, les élections régionales de juin 1996 marquent l'émergence de nouveaux partis, sans réel renouvellement des élus. Forza Italia devient la première force en Sicile. A peine envoyé à l'Assemblée régionale sicilienne, Giuseppe Provenzano est élu président de la Région sicilienne le 18 juillet 1996. Pour la première fois depuis le gouvernement formé par Silvio Milazzo en 1958, des membres de la droite (Alliance nationale, issue du MSI) participent à la junte sicilienne.
Malgré des annonces de réformes économiques et sociales, la junte s'inscrit dans la continuité des gouvernements précédents, gérant les affaires courantes malgré les difficultés financières et budgétaires. En novembre 1996, Provenzano réclame sa participation en tant que président de la région, avec le rang de ministre, aux réunions du Conseil des ministres sur les questions concernant la Sicile, comme prévu par le statut d'autonomie.
En octobre 1996, il est détenu trois heures par la police de l'aéroport de New York qui croit détenir le mafieux corleonnais Bernardo Provenzano. Déjà en 1984, le juge Giovanni Falcone le place en garde à vue comme conseiller financier de Benedetta Palazzolo, l'épouse de Bernardo Provenzano, mais le relâche une semaine plus tard ne pouvant prouver la connaissance des origines douteuses de l'argent de la famille mafieuse. Son frère est suspecté d'être un homme de confiance du parrain. Une semaine après l'épisode new-yorkais, le boss repenti d'Altofonte, Francesco Di Carlo confirme son rôle de gardien des biens des Provenzano, mais résiste à la motion de censure présentée par l'opposition.
Il démissionne en 1998 face aux divisions de sa majorité. Il prend aussitôt la présidence de la commission de révision du statut régional.
À partir du 26 juillet 2000, il est assesseur à la Santé auprès de Vincenzo Leanza. Il se retire ensuite de la vie politique.
Avec son prédécesseur et son successeur à la présidence régionale, Matteo Graziano et Giuseppe Drago, il est inquiété par une enquête sur l'utilisation des fonds réservés par la présidence régionale. Il est définitivement condamné en mai 2009 à trois ans d'emprisonnement et à l'interdiction d'exercer une fonction publique. Cette sentence amnistiée mais la Cour des comptes le contraint à rembourser les fonds.